# Bengt Backlund
Bengt Olof Backlund (Estocolmo, 3 de marzo de 1926 - Jönköping, 11 de julio de 2006) fue un deportista sueco que compitió en piragüismo en la modalidad de aguas tranquilas. Ganó dos medallas de bronce en el Campeonato Mundial de Piragüismo de 1950.
Participó en los Juegos Olímpicos de Helsinki 1952, donde finalizó cuarto en la prueba de C1 10 000 m.

## Palmarés internacional
| Campeonato Mundial | Campeonato Mundial     | Campeonato Mundial | Campeonato Mundial |
| Año                | Lugar                  | Medalla            | Evento             |
| ------------------ | ---------------------- | ------------------ | ------------------ |
| 1950               | Copenhague (Dinamarca) | Medalla de bronce  | C1 1000 m          |
| 1950               | Copenhague (Dinamarca) | Medalla de bronce  | C1 10 000 m        |